# Българска болница в Цариград
Българската болница „Евлоги Георгиев“ в Цариград е българска екзархийска болница отворена в 1901 г., конфискувана е от Турция в юни 1988 г. Днес сградите ѝ са заети от частната болница „Турция“(Türkiye Hastanesi).

## Местоположение
Намира се  в кв. „Шишли“ (Şişli) до мястото на старата Българска семинария, (днес семинарското място, заето от турското училище Şişli Teknik ve Endüstri Meslek Lisesi). Главният вход и лицето на Болницата са на локалното платно на градската магистрала İstanbul Çevre Yolu, а ардесът ѝ е Darülaceze Cdesi. 14/1. Той се води на кварталната улица вливаща се в магистралата в Меркез махала (Merkez Mahallesi).

## История
Българската болница е построена по идея на д-р Георги Вълкович, тогава дипломатически представител в Цариград. В писмо до министъра на външните работи Димитър Греков през 1891 г. той застава зад идеята да бъде изградена българска болница в града. Българското правителство отпуска средства, 3 г. по-късно, по време на честването на 25-годишнината от създаването на Българската екзархия, идеята се подема и от Българското благодетелно дружество „Йосиф I“. Евлоги Георгиев, който по това време е в Букурещ, научава за инициативата на дружеството и прави крупното дарение от 100 хил. франка. След неговата смърт Иван Евстратиев Гешов допълва сумата с още 270 хил. лв. плюс това осигурява и голяма част от обзавеждането на болницата и впоследствие полага непрестанни грижи за развитието ѝ. Сред най-големите дарители са Григорий Маразли от Одеса, братя Радионови от Болград, Михаил Брут, Доротей Тулчанов, Степан Увалиев и Йоаким Аврамов от Измаил. На призивите на Братството се отзовават и Сава Паница (Виена), Иван Христов (Цариград), Иван и Стефан Симеонови (Русе). С дарения помагат българите от Бесарабия и Европа. Средства изпращат нашите митрополии в цяла Македония и Одринска Тракия, еснафите в Цариград, от Княжеството се включват Общинските съвети, българските митрополии, учреждения, обществени организации, културни институции, училища и частни лица. Българското правителство предвижда в бюджета ежегодна помощ от 10 000 златни лева.
Архивът ѝ се съхранява във фонд 1458К в Централен държавен архив. Той се състои от 311 архивни единици от периода 1879 – 1963 г.

## Строеж
През 1895 г. Благодетелното братство закупува със свои средства място от терен от 10 дка. Парцелът се намира в квартал „Шишли“ и е в съседство с Българската духовна семинария. За покупката и за административни разходи по прехвърляне на собствеността и изваждане на ирадето за болницата са дадени 34 125 лв. Документът за собственост е издаден на името на българския екзарх, тъй като мястото е някогашен вакъфски имот. Най-напред е изградена каменната ограда на болницата. Правото за строеж на оградата е възложено чрез търг на инж. Димитър Табаков. Сумата, изразходвана за построяването ѝ, е 14 000. зл. оставено са зисквания към плана за изграждане на болницата – „да последна дума на науката“ и „да не бъде грандиозен“. Проектът е на работещия в Цариград немски архитект Дейнингер. В хода на подготовката по изработването на плана и започване на строежа капацитетът на болницата е увеличен от 80 на 100 легла. Където ббезплатно да се лекуват всички бедни българи и учениците от Българската семинария в Цариград, а срещу умерено заплащане по-богатите българи от Турция и от Княжество България, като и турци, арменци и всякакви чужденци. Още през първата година от съществуването на болницата безплатно лечение получават 137 души. В периода 1903–1909 г. те достигат 975 души, като най-голям е броят на българите от Македония – 642 души. За кратно време практикуващите тук български и чужди лекари и сестри превръщат морерната Българска болница в една от най-елитните според чужденците и високите класи в Константинопол.
По искане на Екзарх Йосиф е издаден султански ферман от 12 юли 1896 г. и започва строителството на сградата на болницата, което продължава 3 години. На 30 ноември 1896 г. е проведен търг за строежа на болничното здание, който е спечелен от братя Спасови. Основният камък на сградата е положен на 20 април 1897 г. в присъствието на екзарх Йосиф І, българския дипломатически агент в Цариград, представители на българската колония и на турските власти. Сградата е завършена в края на 1899 – началото на през 1900 г. Само за строежа на корпусите са изразходвани 400 000 златни лева. На 10 декември 1901 г. болницата е отслужен водосвет от екзарх Йосиф и започва приема на болни. Официалното откриване става на 25 април 1902 г., ден, в който се чества 25-годишнината от избирането на Йосиф І за български екзарх. На тържеството присъстват представители на българския княз и на княжеското правителство, на Екзархията и на българската колония в Цариград, турски официални лица, сред които маршалът на двореца и кметът на столицата.
Издръжката на болницата става с таксите от болни, от дарения, от заделените постоянни средства на българските правителства. С постановлението на МС от 1921 г. се затвърждава статутът на Цариградската болница като „културен и национален институт на българската държава“, а държавата поема отговорността за нейната издръжка.

## Архитектура и планировка
Българската болница „Евлогий Георгиев“ в Цариград има екстерьор подобен на строените в София сгради на Духовната академия, на Семинарията и на Светия синод издържан в национал романтичния българо-византийски стил. Тя се състои от три отделни здания – болнично, домакинско и инфекциозно. Главната болнична сграда е масивна конструкция на 2 етажа със стационар и отделение за приходящо болни – амбулатория. В Болницата има и аптека. Разпределението на помещенията, светлите стаи, терасите, наличието на сервизни помещения и дезинфекционна пещ я превръщат в най-модерно отлично уредено здравно заведение. Разполага и със съвременна медицинска апаратура, с парно, осветление, а от 1904 г., когато е завършен водопроводът, е с питейна постоянно течаща вода, нещо не за всички достъпно дори днес в Истонбул. В болничната сграда е отделено място и за параклис. В централното фоайе са поставени мраморен бюст на Евлогий Георгиев и маслени портрети на екзарх Йосиф І и на Иван Евстратиев Гешов.

## Отчуждаване на Българската болница от турската власт
Ползвайки като повод на т. нар. възродителен процес и други формални претексти през юни 1988 г. турските власти отчуждават болницата, уволняват българския персонал и изнасят архива, мраморния бюст на Евл. Георгиев, ценни портрети и др. вещи. Въпреки че се правят опити от страна на българските власти и местни българи, болницата да бъде върната на българската общност, официалните турски власти не допуска това. В 2005 г. архивът на болницата е открит от местен българин в антикварен магазинн в Цариград и след като са осигурени средства той е откупен и се съхранява в Регионалния исторически музей в Пловдив. Мястото все пак е върнато от властите през 2011 г. на Екзархията, обаче без Българската болница и прилежащия ѝ парк, като реално няма въвод във владение, поради това, че теренът е обект на съдебни спорове.